# Fulde (Fluss)
Die Fulde ist ein 10,8 km langer Fluss im Flusssystem der Weser. Er befindet sich ausschließlich im Bereich der Stadt Walsrode (Landkreis Heidekreis, Niedersachsen). 

## Name
Erstmals urkundlich erwähnt wird der Fluss 1687 in Form von up der Fulle, wohingegen die Ortschaft Fulde schon 1224 (Wlle) genannt wird. Der Name leitet sich wahrscheinlich vom germanischen Wort *fūla- (=faulend, stinkend) ab und nimmt damit Bezug auf die Entwässerung des Grundlosen Moors.

## Geographie

### Verlauf
Der Fluss entspringt in einer Talung zwischen zwei parallelen Endmoränen der vorletzten Eiszeit. Der weitaus größte Quellast entwässert das Grundlose Moor 4 Kilometer nördlich von Fulde und entspringt im dortigen Kleinen See. Ein weiterer entspringt 2,5 Kilometer nordwestlich des Dorfes Fulde, für das der Bach namensgebend war. Danach verläuft die Fulde in einer teilweise pittoresken Szenerie mit grasbewachsenen Lehmsteilufern und Fischteichen südlich des Walsroder Stadtwaldes Eckernworth mit dem Heidemuseum Rischmannshof, durchquert im Kernbereich der Stadt den Fuldepark mit der Stadthalle und mündet südlich des Klostersees in die Böhme.

## Naturschutz
Seit 1976 steht das Fuldetal unterhalb der Ortslage Fulde unter Landschaftsschutz (als Teil des Landschaftsschutzgebietes Böhmetal, LSG HK 00016). Seit 1990 ist der Oberlauf der Fulde im Grundlosen Moor Teil des Naturschutzgebietes Grundloses Moor (LÜ 185).
Zur Sicherung einer möglichst naturnahen bis natürlichen Entwicklung erließ der Landkreis Heidekreis 2020 eine Verordnung unter anderem für die Böhme mit ihren Nebengewässern. Seitdem ist das Befahren der Fulde ganzjährig verboten.